# Agave neonelsonii
Agave neonelsonii ist eine Pflanzenart aus der Gattung der Agaven (Agave) in der Unterfamilie der Agavengewächse (Agavoideae). Das Artepitheton neonelsonii ehrt den US-amerikanischen Naturforscher und Ethnologen Edward William Nelson.

## Beschreibung
Agave neonelsonii wächst aus einer länglichen Zwiebel mit mehreren linealischen Laubblättern, deren Ränder fein gesägt sind. Die „Zwiebelschalen“, d. h. die Reste der abgestorbener Laubblätter, sind dünn. Die Blätter am Schaft sind stark reduziert.
Der aufrechte kahle, „ährige“ Blütenstand erreicht eine Höhe von etwa 40 Zentimeter und trägt zwei bis fünf paarig angeordnete, sitzende Blüten. Der Fruchtknoten ist 9 bis 16 (selten bis 19) Millimeter lang. Die weiße, etwa 50 Millimeter lange Perigonröhre ist nahe der Mitte stark abwärts gebogen und unten sehr schlank. Ihre Zipfel sind kurz, die Spitzen gerundet. Der freie Teil der nahe der Perigonröhrenmündung angehefteten Staubfäden beträgt 3 Millimeter. Die Staubbeutel sind 2 Millimeter groß, die Narben ragen aus der Perigonröhre heraus.
Über die Früchte und Samen ist nichts bekannt.

## Systematik und Verbreitung
Agave neonelsonii ist im mexikanischem Bundesstaat Durango verbreitet. Sie ist nur von zwei Aufsammlungen bekannt.
Die Erstbeschreibung als Polianthes nelsonii durch Joseph Nelson Rose wurde 1903 veröffentlicht. Joachim Thiede und Urs Eggli stellten die Art 1999 in die Gattung Agave. Dabei mussten sie einen neuen Namen wählen, da bereits die Art Agave nelsonii Trel. (1912) existierte.
Die Art gehört in die Untergattung Manfreda und wird dort der Polianthes-Gruppe zugeordnet. Sie ist nur ungenügend bekannt.

## Nachweise